# Радіотелескоп Штокерт
Радіотелескоп Штокерт (нім. Astropeiler Stockert, англ. Stockert Radio Telescope) — перший радіотелескоп Німеччини, відкритий 1956 року. Зараз використовується для освітніх цілей, аматорських досліджень і, в меншій мірі, для наукових досліджень. Радіотелескоп має параболічну антену діаметром 25 м. Він розташований на горі Штокерт в лісі Айфелі в федеральній землі Північний Рейн-Вестфалія.

## Розташування
Радіотелескоп знаходиться поблизу міста Бад-Мюнстерайфель в районі Ойскірхен землі Північний Рейн-Вестфалія. Він розташований в нагір'ї Айфель на горі Штокерт, на схід від її вершини, на висоті 433,9 м. В 110 м на схід від радіотелескопа розташована рефлекторна антена діаметром 10 м, яка також керується з радіотелескопа. На відстані близько 12,4 км (по прямій) на південний схід розташований радіотелескоп Еффельсберг з діаметром дзеркала 100 м, який можна вважати спадкоємцем радіотелескопа Штокерт.

## Історія
Радіотелескоп Штокерт, також званий радіообсерваторією Штокерт був побудований на Штокерті з 1955 по 1956 роки і став першим радіотелескопом в Німеччині. Він був відкритий 17 вересня 1956 року.
У своїй історії радіотелескоп, в основному, використовувався для досліджень на хвилях довжиною 21 см і 11 см, зокрема для кількох астрономічних оглядів неба і вимірювань континууму.
До 1993 року телескоп використовувався Боннським університетом та Інститутом радіоастрономії Макса Планка, але з 1979 року він більше не застосовувався для дослідницьких цілей, а здебільшого для навчання студентів.
У 1997 році радіотелескоп перейшов у власність аудіокомпанії Creamware і до 2004 року використовувався як джерело натхнення для її музичних фестивалів у «Woodstockert».
З 1999 року об'єкт зарахований до індустріальних пам'яток. Його власником з 2005 року є фонд Північного Рейну-Вестфалії, і відтоді закладом керує асоціація Astropeiler Stockert.

## Сьогоднішнє використання
Радіотелескоп було урочисто відкрито 2 травня 2010 року в присутності членів фонду Північного Рейну-Вестфалії, заступника голови округу Ойскірхен, мера міста Бад-Мюнстерайфель та представників місцевих партій. Цьому передували чотири роки інтенсивної роботи з відновлення телескопа, яка виконувалась як компаніями-підрядчиками, так і зусиллями багатьох волонтерів. На радіотелескопі триває наукова робота, проходить стажування студентів і навчання шкільних вчителів. На телескопі працюють радіоаматори, астрономи-любителі і навіть деякі професійні радіоастрономи.